# Símun Mikal Zachariasen
Simon Michael Zachariasen (født 1853 på Fugloy, død 1931), kaldet Símun Mikal Zachariasen, var en færøsk lærer, lyriker og samfundsdebatør. Han var en ildsjæl i udviklingen af det færøske skriftsprog, og digtede fædrelandssange og salmer. Han gjorde sig godt bekendt med V.U. Hammershaimbs grammatik, og skrev flere artikler på færøsk i Føringatíðindi fra 1890 og deltog ellers i sprog- og højskoledebatten i aviserne.
Han var gift med Malena Frederikka Simonsen fra Hattarvík, de fik børnene Símun Petur Zachariasen, Louis Zachariasen,  Sakaris Zachariasen, Amalja Hansen, Jógvan Zachariassen, Bette Poulsen, Karolina Matras, Sigrid Simonsen og Óluva Christiansen. Han er oldefar til politikeren Kristina Háfoss. Zachariasen var først til søs, men efter en skade i det ene ben, tog han eksamen ved Føroya Læraraskúli i 1878. Han var lærer på Fugloy og Svínoy 1878–1903 og lærer på Fugloy (Kirkja) 1903–1926. 